# Lijst van personages uit Het transgalactisch liftershandboek
Dit is een lijst van personages uit de verschillende incarnaties van Het transgalactisch liftershandboek.

## Agrajag
Agrajag is een wezen dat keer op keer reïncarneert, maar in bijna elk leven onbewust wordt gedood door Arthur Dent.
Agrajag komt voor het eerst voor in het derde boek, waarin hij Arthur naar een grot haalt met het plan wraak te nemen voor alle keren dat Arthur hem gedood heeft. Hij vertelt Arthur dat hij onder andere een konijn was die op de prehistorische aarde werd gedood door Arthur toen die daar vast zat in het tweede boek. Ook was hij de pot petunia's die door Arthur in het leven werd geroepen toen hij de oneindige-onwaarschijnlijkheidsaandrijving gebruikte om twee raketten onschadelijk te maken in het eerste boek. Agrajag vertelt Arthur echter ook dat hij om het leven kwam bij een mislukte aanslag op Arthurs leven in een plaats genaamd "Stavromula Beta". Arthur is hier echter nog nooit geweest en deze gebeurtenis moet nog plaatsvinden. Agrajag beseft dat hij Arthur te vroeg naar de grot heeft gehaald, maar probeert hem toch te vermoorden. Dit mislukt en hij komt zelf om door een explosie.
De aanslag in "Stavromula Beta" waar Agrajag het over had vindt uiteindelijk plaats in de climax van het vijfde boek.
In de radioserie speelt Douglas Adams zelf Agrajag.

## Almachtige Bob
Een godheid vereerd door de bewoners van Lamuella. Hij heeft een bijrol in het vijfde boek.

## Benjy en Franky
Twee van de pan-dimensionale wezens die verantwoordelijk waren voor de constructie van Deep Tought en opdracht gaven tot het maken van de aarde in de hoop het antwoord te vinden op de ultieme vraag van het leven, het universum en alles. Buiten hun eigen dimensie doen ze zich voor als twee muizen. Ze reizen in het eerste boek aan boord van de Heart of Gold mee daar ze Arthurs brein willen hebben omdat daar mogelijk de vraag in opgeslagen is die hoort bij het antwoord “42”. Arthur is niet bereid zijn brein op te geven en kan aan de twee ontkomen. Daar ze niet met lege handen terug kunnen keren naar huis, bedenken ze zelf maar een vraag die moet doorgaan voor “de ultieme vraag”.
In de film worden de twee door Arthur doodgeslagen wanneer ze zijn brein met geweld proberen te bemachtigen.

## Colin
Een kleine bewakingsrobot die door Ford Prefect wordt gevangen in het vijfde boek om zo te kunnen ontsnappen uit het nieuwe hoofdkantoor van Het Liftershandboek. Ford geeft hem ook de opdracht om de nieuwe versie van de gids naar Arthur te sturen.

## Deep Thought
Deep Thought is een zelfbewuste supercomputer gemaakt door een groep pan-dimensionale wezens als onderdeel van hun doel Het antwoord op de ultieme vraag over het Leven, het Universum, en Alles te vinden. Deep Thought kwam na 7,5 miljoen jaar rekenen met het antwoord: 42.
Omdat men niets kan met dit antwoord zonder de bijbehorende vraag, ontwerpt Deep Thought voor zijn scheppers een nog geavanceerdere computer die de vraag kan berekenen; de aarde. Daarna blijft...

## Eddie
Eddie is de boordcomputer van het ruimteschip Heart of Gold. Hij is overmatig opgewekt en erg praatgraag. Eddie is verbonden met elk systeem aan boord van de Heart of Gold. Dit bleek toen in het tweede boek Arthur de drankautomaat vroeg om een kopje thee; hier moest de machine zo hard over nadenken dat Eddie uitviel, en met hem alle andere systemen.

## Fenchurch
Fenchurch is een Britse vrouw en Arthurs soulmate. Ze heeft een cameo in het eerste boek waarin ze in een bar zit, maar speelt een grote rol in het vierde boek. Ze is vernoemd naar het Station London Fenchurch Street.
Arthur ontmoet haar bij zijn terugkeer op aarde (een van de parallelle aardes). Ze is de enige die zijn verhaal over de Vogons en de vernietiging van de aarde geloofd daar ze meent het al eens gezien te hebben. Arthur leert haar het geheim van vliegen. Uiteindelijk verlaten ze samen de aarde om Gods laatste bericht aan zijn creatie op te zoeken.
Bij aanvang van het vijfde boek verdwijnt Fenchurch plotseling aan boord van een hyperspace-vliegtuig. Adams verklaarde dat hij het personage graag kwijt wilde omdat ze het verhaal in de weg stond. Fenchurch wordt nadien niet meer teruggezien, behalve als een hologram aan boord van Wowbaggers schip in het zesde boek.

## Gag Halfrunt
Gag is de persoonlijke hersenspecialist van Zaphod Beeblebrox en de Vogonleider Jeltz. Hij is tevens het hoofd van een organisatie van psychiaters.
In de radioserie was hij verantwoordelijk voor het geven van de opdracht tot de vernietiging van de aarde. Gag had namelijk ontdekt dat de aarde in werkelijkheid een supercomputer was die op het punt stond de ultieme vraag horend bij het antwoord 42 te berekenen. Bang dat hij en zijn collega’s hun baan zouden verliezen als de vraag bekend werd en men dus de zin van het leven zou snappen, liet hij de aarde opblazen door de Vogon. Zogenaamd om plaats te maken voor een intergalactische snelweg. Gag zit in de radioserie ook achter de aanval op de Heart of Gold met Arthur Denta aan boord, omdat Arthur mogelijk de vraag nog in zijn brein heeft zitten.

## Hactar
Een supercomputer die in het derde boek verantwoordelijk blijkt te zijn voor de daden van de Krikkiters. Hactar is gebouwd door de Silastic Armorfiends. Hactar had de taak om een wapen te maken dat elke zon in het universum gelijktijdig kon laten overgaan op supernova. Hactar wilde niet zo'n wapen maken, dus programmeerde hij een kleine fout in het wapen. Toen de Armorfiends hierachter kwamen, bliezen ze Hactar op. Omdat Hactar zo was ontworpen dat elk molecuul een deel van zijn bewustzijn bevatte, kon hij blijven functioneren. Nadat de Armorfiends waren verdwenen en de Krikkiters hun plaats hadden ingenomen, ging Hactar verder met zijn originele taak. Hij zorgde voor de komst van het schip dat de Krikkiters hun xenofobie bezorgde. De Slo-Time envelop blokkeerde Hactars invloed echter, waardoor de Krikkiters weer zichzelf werden.

## Krikkiters
De Krikkiters zijn de antagonisten van het derde boek. Ze waren ooit een vredelievend volk. Daar hun planeet altijd omgeven was door een stofwolk dachten ze dat er nergens anders leven kon zijn. Dit veranderde toen op een dag een ruimteschip hun planeet bezocht. De Krikkits gebruikten reverse engineering om het schip te bestuderen en zo hun eigen schepen te maken. Toen ze de rest van het universum zagen, werden ze getraumatiseerd. Ze kwamen tot de conclusie dat dit universum vernietigd moest worden. Daarom lanceerden ze een vloot oorlogsschepen en robots om alle andere levensvormen te doden. Uiteindelijk werden ze na een lange oorlog verslagen, en door de galactische rechter Judiciary Pag veroordeeld tot opsluiting in een Slo-Time envelop tot de rest van het universum een natuurlijke dood was gestorven. De Britse sport cricket is volgens Slartibartfast het resultaat van een ontmoeting met de Krikkit en hun manier van vechten.
De krikkiters werden oorspronkelijk bedacht door Adams voor een script voor de sciencefictionserie Doctor Who.

## God
God wordt in de franchise een paar keer genoemd. Zo zijn er meerdere aanwijzingen dat er inderdaad een God verantwoordelijk was voor de creatie van het universum. Volgens het liftershandboek is God echter niet meer aanwezig; hij verdween in een wolk van logica toen men de babelvis als ultiem bewijs zag voor het feit dat er echt een God bestond; bewijs verdringt immers geloof en zonder geloof kan God niet bestaan.

## Golgafrinchans
De Golgafrinchans zijn een buitenaards ras sterk gelijk aan mensen. Ze komen voor het eerst voor in het tweede boek en de originele radioserie. Hierin zijn Ford en Arthur getuige van hoe een ruimteschip met aan boord een groep Golgafrinchans die door de rest van hun soortgenoten als “waardeloos” worden gezien neerstort op aarde, waarna deze Golgafrinchans de voorouders worden van de moderne mens. Daarmee verstoren ze de berekening van de ultieme vraag die de aarde bezig was uit te voeren.

## De heerser van het universum
Een man die blijkbaar verantwoordelijk is voor alles in het universum, maar deze verantwoordelijkheid niet wil. Hij woont op een afgelegen planeet die alleen bereikt kan worden met de oneindige-onwaarschijnlijkheidsaandrijving. Hij heeft een vreemde, solipsistische blik op de werkelijkheid.

## Humma Kavula
Humma Kavula is een religieus leider van de planeet Viltvodle Six en voormalig piraat. Hij heeft het bovenlichaam van een mens, maar ter hoogte van zijn middel zitten in plaats van benen een groot aantal mechanische poten.
In de boeken wordt hij maar kort genoemd. Hij was blijkbaar Zaphod Beeblebrox’ tegenstander bij de verkiezingen voor intergalactisch president. In de film heeft hij een grotere rol. Hierin wordt hij gespeeld door John Malkovich. Hij geeft Zaphod de coördinaten van de planeet Magrathea op voorwaarde dat Zaphod voor hem een Point of View-gun meebrengt.

## Jatravartids
Een ras van blauwe wezens met meer dan 50 armen. Ze zijn beroemd als de eerste wezens in het universum die de spuitbus deodorant eerder uitvonden dan het wiel. Ze geloven dat het universum is ontstaan uit een niesbui van een almachtig wezen, en uiteindelijk zal worden vernietigd door een grote zakdoek.

## Lintilla
Lintella is een vrouw die door een ongeluk met een kloonmachine 578.000.000.000 is gekloond. Arthur komt drie versies van haar tegen in de radioserie. Hij dood ook drie van haar mannelijke antiklonen genaamd Allitnil.

## De potvis
De potvis is, zoals zijn naam al aangeeft, een potvis die in het eerste boek per ongeluk vanuit het niets verschijnt in de lucht boven de planeet Magrathea wanneer Arthur de oneindige onwaarschijnlijkheidsaandrijving gebruikt om twee raketten onschadelijk te maken. De potvis valt binnen een paar minuten naar de planeet en overleeft de klap niet. Tijdens zijn val houdt hij wel een monoloog met zichzelf.
Hoewel het personage slechts een klein bijrolletje heeft, is hij onder fans van de boekenserie en radioserie (waarin zijn stem werd gedaan door Stephen Moore) erg populair geworden. Adams kreeg veel brieven van mensen die geschokt waren door het korte leven en plotselinge einde van de potvis.

## Questular Rontok
Een personage bedacht voor de film. Questular Rontok is de intergalactische vicepresident. Ze neemt het bevel over nadat Zaphod ervandoor gaat met de Heart of Gold. Ze probeert Zaphod op elke mogelijke manier te arresteren en gaat zelfs zover dat ze de hulp van de Vogons inroept. Diep van binnen is ze zwaar verliefd op Zaphod, maar ze probeert dit ten koste van alles te verbergen.

## Random Dent
Random is de dochter van Trillian, verwekt met sperma dat Arthur had gedoneerd aan een intergalactische DNA-bank om te betalen voor zijn vele vliegreizen. Ze maakt haar debuut in het vijfde boek, waarin ze reeds een tiener is. Hierin brengt Trillian haar naar Arthur zodat hij een tijdje op haar kan letten.
Random heeft vanwege haar moeders carrière een onrustige jeugd gehad en is dan ook een lastige tiener. Ze kan niet overweg met Arthur. Wanneer ze de nieuwste versie van het liftershandboek in handen krijgt, vertrekt ze ermee naar de aarde. Ze beseft niet dat dit juist onderdeel is van een plan om Arthur en Trillian ook terug naar de aarde te lokken zodat de Vogon hun taak alle aardes in elk parallel universum te vernietigen kunnen afmaken.
In het zesde boek maakt de gids voor haar een droomwereld waarin ze het schopt tot Intergalactische president. Nadat de droomwereld is opgehouden te bestaan, probeert ze uit alle macht deze positie terug te krijgen.

## Shooty en Bang Bang
Shooty en Bang Bang zijn de twee politieagenten die in het eerste boek Zaphod achtervolgen naar de planeet Magrathea. Wanneer ze hem eindelijk vinden, openen ze meteen het vuur. In de radioserie en televisieserie veroorzaken ze zo een verstoring in de tijd waardoor Arthur, Ford en Zaphod vooruit in de tijd gestuurd worden naar het restaurant aan het einde van het universum. In het boek komen de twee om het leven wanneer Marvin een praatje maakt met de computer van hun schip, die hierdoor zo depressief wordt dat hij zelfmoord pleegt en de ruimtepakken van de twee agenten uitvallen.

## Thor
De Noorse dondergod. Thor is een oude kennis van Zaphod, maar de twee staan niet altijd op even goede voet met elkaar. Thor maakt zijn debuut in het tweede boek, maar heeft hierin geen tekst. In het derde boek komt Arthur hem tegen op een feestje, waar hij Trillian het hof probeert te maken. Thor heeft een grote rol in het zesde boek, waarin Zaphod hem overhaalt om de nieuwe beschermgod te worden van de planeet Nano.
In de radioserie wordt zijn stem gedaan door Dominic Hawksley.

## Trin Tragula
Trin is een filosoof en de uitvinder van de Totally Perspective Vortex; een apparaat dat iemand laat zien hoe nietig en onbetekenend hij in feite is ten opzichte van het universum. Hij maakte dit apparaat om zijn vrouw op te laten houden met zeuren. De Vortex staat bekend als een ultiem martelwerktuig; Zaphod Beeblebrox is de enige die er ooit aan werd blootgesteld maar er niets aan overhield.

## Wonko the Sane
Wonko the Sane, alias John Watson, is een personage uit het vierde boek. Hij is een man die door het jarenlang besturen van dolfijnen heeft ontdekt dat zij, en niet de mens, de slimste wezens op de planeet zijn. Mede doordat hij enige is die dit weet, is hij zijn medemens als inferieur aan hemzelf gaan zien. Hij leeft afgezonderd van de beschaving en refereert aan de wereld buiten zijn huis als "de inrichting".

## Wowbagger
Bowerick Wowbagger is een alien die onsterfelijk is geworden als gevolg van een ongeluk met een deeltjesversneller. Daar hij niet van nature onsterfelijk is, kan hij er niet mee omgaan. Hij besluit zijn tijd te doden door alle wezens in het universum persoonlijk te gaan beledigen, op alfabetische volgorde. Hij maakt zijn debuut in het derde boek, waarin hij Arthur Dent opzoekt omdat hij de volgende op zijn lijst is.
Wowbagger speelt een grote rol in het zesde boek, waarin hij Arthur, Zaphod, Ford, Trillian en Random redt van de aarde die op het punt staat vernietigd te worden. Hij brengt hen naar de planeet Nano. Hij krijgt in dit boek tevens een relatie met Trillian.

## Zaphod Beeblebrox de vierde
De overgrootvader van Zaphod Beeblebrox. Hij is reeds overleden, maar in het tweede boek zoekt Zaphod via een seance contact met hem om zijn hulp te vragen daar de Heart of Gold aangevallen wordt door Vogons. Zaphod de vierde is niet blij met het leven dat zijn achterkleinzoon leidt, maar helpt desondanks. Hij stopt de tijd en laat het schip naar een andere plaats verdwijnen.

## Zarniwoop
Zarniwoop is een werknemer van de uitgeverij van het liftershandboek op Ursa Minor Beta. Zaphod ontmoet hem in het tweede boek. Zarniwoop herinnert Zaphod eraan dat ze ooit samen hadden besloten dat Zaphod de Heart of Gold moest stelen zodat ze hiermee op zoek konden gaan naar de ware heerser van het universum. Zaphod was dit alweer vergeten omdat hij dat deel van zijn hersenen waarin dit plan zat had laten verwijderen alvorens zich kandidaat te stellen voor het presidentschap. Hij vindt de planeet van deze heerser uiteindelijk, maar wordt daar achtergelaten door Zaphod.
In de radioserie blijkt Zarniwoop dezelfde persoon te zijn als het personage Vann Harl (uit het vijfde boek). Hierin wordt zijn stem gedaan door Jonathan Pryce.